# Вествілл (Флорида)
Вествілл (англ. Westville) — місто (англ. town) в США, в окрузі Голмс штату Флорида. Населення — 261 особа (2020).

## Географія
Вествілл розташований за координатами 30°46′16″ пн. ш. 85°50′42″ зх. д. / 30.77111° пн. ш. 85.84500° зх. д. (30.771028, -85.845024).  За даними Бюро перепису населення США в 2010 році місто мало площу 19,37 км², з яких 18,69 км² — суходіл та 0,68 км² — водойми.

## Демографія
Згідно з переписом 2010 року, у місті мешкало 289 осіб у 110 домогосподарствах у складі 81 родини. Густота населення становила 15 осіб/км².  Було 137 помешкань (7/км²).
Расовий склад населення:
| - 96,5 % — білих - 0,3 % — чорних або афроамериканців |

До двох чи більше рас належало 3,1 %. Частка іспаномовних становила 1,7 % від усіх жителів.
За віковим діапазоном населення розподілялося таким чином: 26,0 % — особи молодші 18 років, 58,1 % — особи у віці 18—64 років, 15,9 % — особи у віці 65 років та старші. Медіана віку мешканця становила 38,1 року. На 100 осіб жіночої статі у місті припадало 92,7 чоловіків;  на 100 жінок у віці від 18 років та старших — 103,8 чоловіків також старших 18 років.
Середній дохід на одне домашнє господарство  становив 40 092 долари США (медіана — 34 375), а середній дохід на одну сім'ю — 42 582 долари (медіана — 38 750). Медіана доходів становила 43 000 доларів для чоловіків та 14 327 доларів для жінок. За межею бідності перебувало 36,5 % осіб, у тому числі 38,5 % дітей у віці до 18 років та 0,0 % осіб у віці 65 років та старших.
Цивільне працевлаштоване населення становило 119 осіб. Основні галузі зайнятості: будівництво — 34,5 %, освіта, охорона здоров'я та соціальна допомога — 16,8 %, роздрібна торгівля — 10,9 %, публічна адміністрація — 9,2 %.